# Arcas (Espanha)
Arcas, anteriormente denominada como Arcas del Villar, é um município da Espanha, na província de Cuenca, comunidade autônoma de Castela-Mancha. Tem 81,48 km² de área e em 2021 tinha 1 867 habitantes (densidade: 22,9 hab./km²). Limita com os municípios de Cuenca, Fuentes, Olmeda del Rey, Valdetórtola e Villar de Olalla.